# میرزا ابوالقاسم نصیرالملک شیرازی
میرزا ابوالقاسم نصیرالملک شیرازی از اعیان شیراز بود.
او خواهرزاده و داماد حسنعلی خان نصیرالملک بود. در ربیع‌الاول ۱۳۱۱ قمری با درگذشت حسنعلی‌خان، لقب نصیرالملک و تمام ابواب جمعی‌اش به او رسید. او چندی پیشکار حاکم فارس و مدتی نایب ایالت فارس بود و در بین سال‌های ۱۳۱۹ تا ۱۳۲۰ قمری به عنوان متولی آستان قدس رضوی خدمت می‌کرد.